# Lanson
Lanson — производитель шампанского. Базируется в Реймсе, в регионе Шампань. С 2006 года бренд принадлежит группе компаний LANSON-BCC, которую возглавляет Бруно Пайяр. Он же владеет маркой шампанских вин Bruno Paillard. Президент Lanson — Филипп Байжо. Шеф дю кав — Эрве д’Антан. В 2015 году д’Антан сменил на этой должности Жана-Поля Жандона, работавшего в доме с 1982 года. Дом Lanson — официальный поставщик Английского Королевского Двора с 1900 года. Шампанское Lanson более 40 лет подают в ходе турнира Wimbledon.

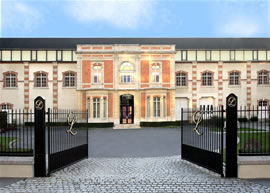
Штаб-квартира Lanson в Реймсе

## История
В 1760 году, в разгар Эпохи Просвещения, судья из Реймса Франсуа Деламотт основал шампанский дом Maison Delamotte, который позже получил название Lanson. На момент создания это был третий в истории шампанский дом.
В 1798 году Николя-Луи Деламотт, рыцарь Мальтийского ордена и младший сын Франсуа Деламотта, унаследовал бизнес от отца и впервые использовал Мальтийский крест в качестве логотипа компании. Этот символ по сей день на этикетках Lanson. Название Lanson марка получила после того, как в Николя-Луи Деламотт заключил деловое соглашение с Жаном-Батистом Лансоном, в результате которого домом стали управлять две семьи: Лансоны и Деламотты.
Несмотря на смутный период в экономике, после Великой французской революции дом Lanson установил прочные связи за пределами страны, особенно в Германии и в королевских и императорских домах Восточной Европы. В 1855 году, встав у руля компании, Виктор-Мари Лансон, старший сын Жана-Батиста Лансона, продолжил развитие экспорта. Помимо Европы, под его управлением, дом Lanson наладил бизнес с англичанами — сначала с Лондоном, а потом и с другими частями Британской империи.
К концу XIX века английский рынок стал одним из важнейших для дома. В 1882 году они подписали контракт с лондонской компанией Percy Fox на эксклюзивную дистрибуцию в Соединенном Королевстве. В 1905 году Lanson открыл фирменные магазины во Франции, Бельгии, Норвегии и Германии, а в 1911-м Lanson стал официальным поставщиком испанского королевского двора.
В 1900-е годы дом приобрёл единственный виноградник в пределах каменных стен Реймса. Он получил название Clos Lanson. Помимо этого участка, в эти годы у дома появились обширные погреба в подземельях города.
В 1939 году, во время официального визита на Ниагарский водопад, король Георг V и Королева Елизавета продегустировали Lanson Extra Dry 1928. В 1945 году генерал Дуайт Эйзенхауер и его непосредственные подчинённые пили Lanson. В 1952 году, во время визита Джона Кеннеди и его супруги в Версальский дворец, подавали винтажное шампанское Lanson. В 1976 году французский президент Валери Жискар д’Эстен подавал винтажный Lanson вице-президенту США Нельсону Рокфеллеру и его жене.
В 2006 году дом Lanson присоединился к группе компаний Boizel Chanoine Champagne, которая позднее превратилась во вторую по размерам и влиянию группу компаний в Шампани LANSON-BBC. В сентябре 2010 года дом отпраздновал свой 250-летний юбилей в Версале.

## Стиль Lanson
С момента своего основания, оставаясь верным традициям шампанского виноделия, в Lanson используют большую часть винограда сортов пино нуар и шардоне. Lanson — один из немногих домов, не использующих при производстве яблочно-молочное брожение, то есть повторное брожение, превращающее яблочную кислоту в молочную, что позволяет сохранить свежесть и сочность вин.
По словам Эрве д’Антана, дубовые бочки в доме Lanson используют только с целью подчеркнуть сложность вина, но не для того, чтобы добавить аромату дубовых оттенков.
Минимальная выдержка базового брюта Lanson на осадке составляет 4 года, хотя стандарты Шампани позволяют выпускать вино на продажу уже после 15 месяцев.
Lanson работает с более чем 500 гектарами виноградников по всей Шампани, что позволяет от урожая к урожаю выбирать участки с идеальной зрелостью. Во владении дома Lanson — 57 гектаров, из которых 16 возделываются по принципам органического и биодинамического виноделия. В 2014 году дом Lanson вложил 14 миллионов евро в модернизацию производственной линии, погреба для выдержки и закупку нового парка бочек.

## Вина
Le Black Label Brut
Брют, 50% пино нуар, 35% шардоне, 15% пино менье.

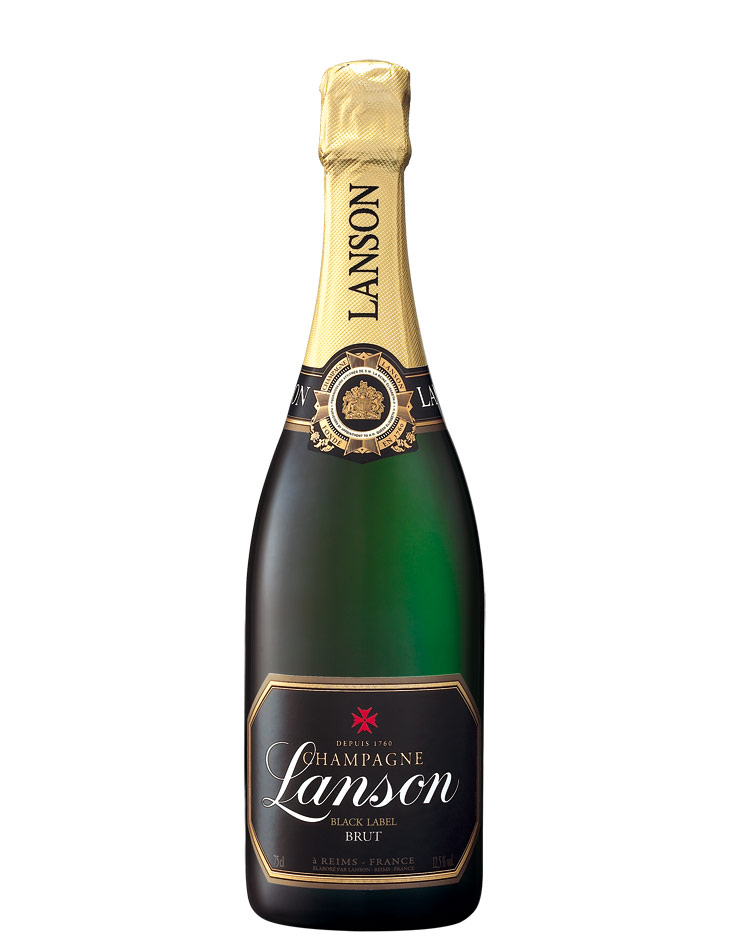
Бутылка Lanson Black Label

100 различных виноградников класса Premier и Grand Cru. Выдержка 4 года на осадке. 30% резервных вина из 10 винтажей. Дозаж — 8 г/л.
Le Rosé
Розе, 53% пино нуар, 32% шардоне, 15% пино менье.
100 различных виноградников класса Premier и Grand Cru. Красные сорта винограда поступают из области Bouzy Grand Cru. Выдержка 4 года на осадке. 30% резервных вин. Дозаж — 8 г/л.
Le Black Réserve
100 различных виноградников, 70% класса Premier и Grand Cru. Выдержка 5 лет на осадке. 45% резервных вин из 20 винтажей. Дозаж — 7 г/л.
Le Blanc de Blancs
100% шардоне. 15 отдельных виноградников, 70% класса Premier и Grand Cru. 40% резервных вин, Дозаж 7 г/л. Выдержка 5 лет.
Le Green Label Organic
Брют, 50% пино нуар, 30% шардоне, 20% пино менье. Отдельный органический виноградник площадью 14 га. Выдержка 4 года на осадке. Дозаж — 6 г/л.
Le Clos Lanson
100% шардоне . Отдельный биодинамический виноградник, единственный в г. Реймс
Выдержка 12 лет на осадке. Дозаж — 3 г/л.
Le Noble Cuvee Brut
Линейка шампанских кюве де престиж от дома Lanson, созданная в 1979 году, выпускается ограниченным тиражом только в лучшие годы. За 40 лет было выпущено только 13 винтажей. Для создания шампанского используются виноградники уровня Гран Крю, вина выдерживаются на осадке минимум 10 лет и не проходят малолактику.